# Teodor II de Montferrat
Teodor II de Montferrat, fou marquès de Montferrat del 1381 al 1418. Va assumir el títol després de la defunció dels seus dos germans grans. Durant el seu govern del marquesat va provar d'ampliar els dominis incloent Milà i Gènova, però en va acabar renunciant quan es va adonar de la dificultat de controlar territoris allunyats.

## Successió i govern del marquesat
Teodor era el tercer fill del marquès Joan II de Montferrat i de la seva esposa Elisabet de Mallorca. Quan el pare va morir, va quedar sota la tutoria del seu oncle Otó, duc de Brunswick-Grubenhagen, i d'Amadeu VI de Savoia, cosa que havia deixat per escrit Joan II en el seu testament. En aquestes darreres voluntats el nomenat a la successió en el títol de marquès era el germà gran, Otó III, també conegut com a Secondottone. El germà va morir jove i sense descendència, llavors el va succeir el germà Joan III, però només va durar dos anys en el títol, mort en una batalla entre els pretendents al Regne de Nàpols. Llavors, Teodor va ser nomenat marquès.
De jove es deia d'ell que era una persona de caràcter feble. Va triar, per casar-se, la filla de Leonardo Malaspina, marquès de Lunigiana, decisió que el va portar a cedir la ciutat d'Asti a Gian Galeazzo. El 1387 va morir la seva primera esposa, es va tornar a casar amb Joana de Bar però va també va enviudar el 1402, encara que van tenir tres fills. Llavors va esclatar la guerra entre Amadeu VIII de Savoia i Teodor, que va tenir com a protagonistes Facino Cane i Felip Maria Visconti: Felip havia promès al marquès el seu suport en la guerra a canvi de l'ajut rebut en la consolidació del poder dels Visconti a Milà. El 1400 Teodor va assignar Borgo San Martino a Facino Cane pels seus fidels serveis. El 17 de febrer del 1403 Teodor es va casar amb la filla del príncep d'Acaia, Margarida de Savoia.
El 1409 Teodor i Facino van sortir reeixits en el seu objectiu de prendre Milà i Gènova. Teodor, però, va acabar renunciant a la possessió d'aquestes places el 1413, quan va veure que era incapaç de gestionar-les al mateix temps que els seus dominis del Piemont i en va rebre a canvi, una forta suma de diners.
Després de la mort de Facino, Teodor va continuar combatent al Piemonte contra els Visconti, amb els quals només va arribar a una entesa el 1417, un any abans de la seva mort.

## Descendència
Teodor només va tenir descendència del seu segon matrimoni amb Joana de Bar:
- Joan Jaume, que fou marquès de Montferrat.
- Sibil·la (1397 – 1401)
- Sofia, que es va casar vers el 1419 amb Joan, hereu de l'Imperi Romà d'Orient que després seria l'emperador Joan VIII Paleòleg.